# Alkylpolyglykosidy

Obecná chemická struktura alkylpolyglukosidu, běžná forma alkylpolyglykosidu.

Alkylpolyglykosidy (APG) jsou neiontové povrchově aktivní látky široce používané v mycích a čisticích prostředcích nebo kosmetice. Tyto povrchově aktivní látky jsou biologicky snadno rozložitelné. Obvykle se vyrábí z derivátů glukózy a z mastných alkoholů. Surovinami jsou typicky škrob a tuk a konečnými produkty jsou typicky komplexní směsi sloučenin, kde je hydrofilní konec tvořen cukry a hydrofobní konec alkylovými řetězci různé délky. Pokud jsou odvozeny z glukózy, jsou známé jako alkylpolyglukosidy.

## Použití
APG se používají jako vedlejší tenzidy v mycích a čisticích prostředcích. V kosmetice slouží jako hlavní či vedlejší tenzidy nebo jako emulgátory. Díky relativně nízké dráždivosti jsou široce používané v dětské kosmetice a přípravcích pro citlivou pokožku.

## Výroba
Alkylpolyglykosidy se průmyslově vyrábí jednostupňovou nebo dvoustupňovou syntézou. Jednostupňová syntéza je reakcí cukru s mastným alkoholem v přítomnosti kyselých katalyzátorů při zvýšené teplotě. Při dvojstupňové syntéze nejprve reaguje glykosid (např. škrob nebo dextróza) s butanolem v kyselém prostředí za vzniku butylpolyglykosidu. Ten se následně transacetalizuje mastným alkoholem.